# Матышук, Всеволод Киприянович
Всеволод Киприянович Матышук (1893—1961) — советский математик-педагог, специалист в области интегрирования трансцендентных дифференциалов в конечном виде, теории эллиптических функций и интегралов, методики преподавания математики.

## Образование
Выпускник Варшавского университета - в 1915 году защитил работу «0 кривых 5-го порядка».
В Ростовском университете работал с 1920 по 1930 год и с 1937 по 1943 год. Профессор кафедры высшей математики. Кандидатскую диссертацию «Об интегрировании в конечном виде некоторых алгебраически-тригонометрических дифференциалов» защитил в РГУ в 1939 году, звание профессора получил в 1933 году.

## Преподавательская деятельность
Преподавал в вузах Архангельска (1920—1922), Ростова-на-Дону: РГУ (1922—1930, 1939—1942), РГПИ (1930—1938) и Ставрополя (1938—1939). Заведовал кафедрой математики Архангельского пединститута (1942—1954).

## Достижения
Автор более 20 научных работ, посвященных проблемам интегрирования в конечном виде, теории эллиптических интегралов и эллиптических функций и методике преподавания математики.